# Montilanlampi
Montilanlampi är en sjö i kommunen Pieksämäki i landskapet Södra Savolax i Finland. Sjön ligger 108,1 meter över havet. Arean är 49 hektar och strandlinjen är 3,15 kilometer lång. Sjön  ingår i Vuoksens huvudavrinningsområde.   Den ligger omkring 54 kilometer norr om S:t Michel och omkring 260 kilometer nordöst om Helsingfors. 